# أوتوبريدا 127/64
المدفع البحري أوتوبريدا 127/64 خفيف الوزن (بالإنجليزية: Otobreda 127/64 LW) هو مدفع من العيار المتوسط، مناسب للتركيب على السفن الكبيرة والمتوسطة الحجم ومخصص لمكافحة سفن السطح، ودعم إطلاق النار البحري كدور رئيسي. ومضاد للطائرات كدور ثانوي. ويمكن للمدفع إطلاق كافة الذخائر من عيار 127 /5 بوصات، بالإضافة إلى ذخائر عائلة فولكانو VULCANO طويلة المدى.

## الخصائص العامة[2]
تتكون منظومة أوتوبريدا 127/64 إل دبليو فولكانو من أربعة أنظمة فرعية رئيسية:
- مدفع متوسط العيار أوتوبريدا 127/64 إل دبليو
- نظام آلي للتعامل مع الذخيرة
- منظومة دعم بحرية للسيطرة النيرانية
- عائلة الذخيرة أوتوفولكانو

ويساعد نظام التغذية المدمج على جعل تركيب المنظومة ممكنًا على السفن ضيقة المقطع.

المنظومة أوتوبريدا 127/64 مجهزة بمخزن تغذية معياري، مؤلف من 4 براميل مع 14 ذخيرة جاهزة لإطلاق كل منها، وقابلة لإعادة التحميل أثناء إطلاق النار. كما أنها مرنة للغاية من حيث اختيار الذخيرة بشكل مستقل عن وضعها في البراميل.

يُمكن لمنظومة أوتوبريدا 127/64 إل دبليو فولكانو إطلاق جميع الذخيرة القياسية مقاس 127 ملم/5 بوصات، بالإضافة إلى مجموعة الذخيرة أوتو فولكانو. كما تحتوي على واجهة رقمية/تناظرية وقدرات حساب باليستية تسمح بالتكامل السلس مع أي نظام إدارة قتال.

نظام معالجة الذخيرة الأوتوماتيكي هو حل معياري قابل للتكيف مع أي تصميم لخزنة ذخيرة السفينة، كما أنه قادر على تحميل خزنة تغذية المدفع بدون مساعدة بشرية أثناء العملية، وذلك للسماح للمدفع بإطلاق النار المتواصل.
المنظومة الفرعية البحرية لدعم السيطرة النيرانية هي منظومة تخطيط المهام الذي قد تدعم منظومة إدارة القتال لتحديد حلول إطلاق النار الممكنة واختيار الذخيرة، وكذلك تحدي أفضل مسار للسفينة.

### قذائف فولكانو[4]
هي عائلة من الذخيرة غير الموجهة (بي إي آر BER) والموجهة (جي إل آر GLR)، مخصصة لكل من المدافع البحرية 76 ملم و127 ملم وأنظمة المدفعية البرية 155 ملم.

تم تصميم ذخيرة فولكانو 127 ملم لمنح المدافع البحرية من الفئتين 127/54 و127/64 إل دبليو القدرة على تلبية أي متطلبات حالية ومستقبلية لدعم النيران البحرية الدقيقة والاشتباكات طويلة المدى للأهداف السطحية.

ويمكن للقذائف فولكانو 127 ملم (بي إي آر) أن تضطلع بمهام المضادات الجوية أيضاً.
تستفيد قذائف فولكانو 127 ملم من التكنولوجيا الناشئة الجديدة والقائمة على البدن ذو الزعانف، مع تحكم «أجنحة الكانارد» للتوجيه للهدف، وواجهات ميكانيكية مماثلة للذخيرة القياسية 127 ملم.
وذخائر فولكانو 127 ملم المتوفرة هي:
- ذخيرة باليستية طويلة المدى (بي إي آر Ballistic Extended Range BER) وهي غير موجهة متعددة الأدوار بصمام متعدد الوظائف قابل للبرمجة.
- ذخيرة موجهة طويلة المدى (جي إل آر Guided Long Range GLR) مع مستشعر الأشعة تحت الحمراء، لدور مضاد للسفن.
- ذخيرة موجهة طويلة المدى (GLR) مع التوجيه المستقل جي بي إس + التوجيه بالقصور الذاتي لإجراءات الدعم النيراني البحري الدقيقة (يمكن تركيب مستشعر ليزر شبه نشط كخيار).

وقد تم دمج جميع الأنظمة اللازمة لتشغيل ذخيرة فولكانو 127 ملم في وحدة التحكم أوتوبريدا 127/64 إل دبليو ولا يلزم إجراء أي تعديل ميكانيكي على المدفع.

## منظومة التلقيم
يستخدم اأوتوبريدا 127/64 إل دبليو أربع خزنات أسطوانية معيارية تلقائية، تحتوي كل منها على 14 طلقة. يسمح هذا بإطلاق ما يصل إلى أربعة أنواع مختلفة من الذخيرة ويمكن اختيارها على الفور. يمكن إعادة تحميل الخزنات أثناء الإطلاق.

يتم رفع المقذوفات وعبوات الدفع بشكل منفصل إلى مستوى البندقية من خزنات التغذية السفلية. وتوجد محطة توليف أسفل المدفع حيث يتم تحديد القذيفة التالية التي سيتم إطلاقها قبل أن يتم تناولها بواسطة نظام التحميل التلقائي للمدفع. ويمكن إعادة تدوير الطلقات غير المشتعلة مرة أخرى إلى براميل التحميل. (فيديو بالرابط الأول من روابط خارجية يعرض ميكانيكية العمل)

## المشغلون
الجزائر

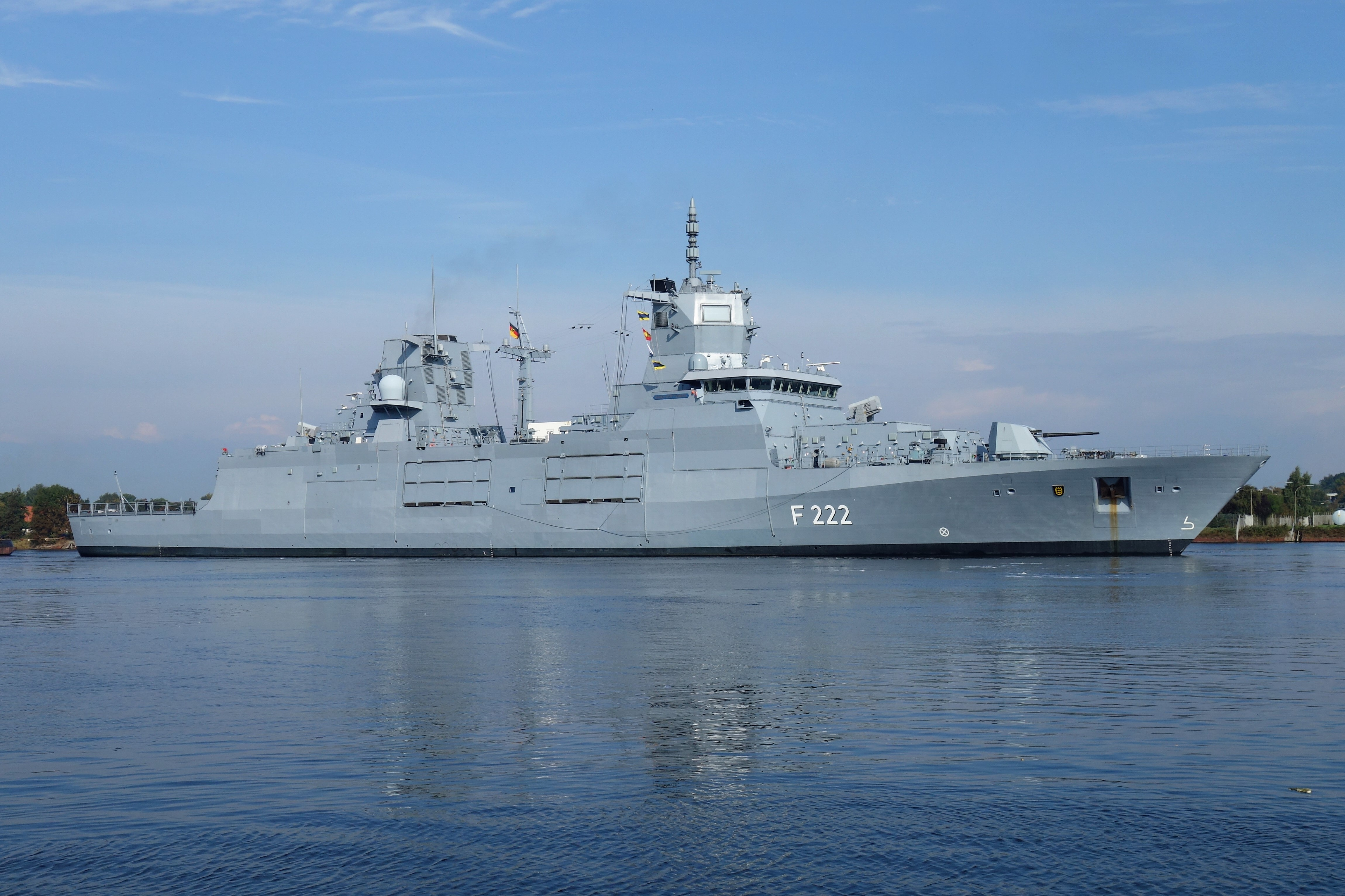
"بادن فورتمبيرج"، فرقاطة تابعة للبحرية الألمانية من طراز F125، مسلحة بأوتوبريدا 127/64

- فرقاطتان من فئة ميكو إيه 200، 910 الرادع و911 المدمر

 ألمانيا
- 4 فرقاطات من فئة بادن فورتمبيرج
- 4 فرقاطات من فئة إم كيه إس 180 (في الخطة)

 إيطاليا
- 4 فرقاطات متعددة الأغراض فئة فريم بيرجاميني
- 7 سفن دورية بحرية من فئة Thaon di Revel

 مصر
- فرقاطتان من فئة فريم بيرجاميني[5]، الأولى هي الفرقاطة 1002 الجلالة والثانية 1003 برنيس[6]

## روابط خارجية
- أوتوبريدا 127/64
- ذخيرة فولكانو